# 三菱UFJ信託銀行
三菱UFJ信託銀行株式会社（みつびしユーエフジェイしんたくぎんこう、英語: Mitsubishi UFJ Trust and Banking Corporation、略称：MUTB）、東京都千代田区丸の内に本店を置く、三菱UFJフィナンシャル・グループ（三菱グループ）傘下の信託銀行。2005年10月に設立された。

## 概要
MUFG傘下の都市銀行である東京三菱銀行とUFJ銀行の合併と同様、信託銀行部門である三菱信託銀行（みつびししんたくぎんこう、英称：The Mitsubishi Trust and Banking Corporation、略称：MTB）と、それ以前に存在したUFJホールディングス傘下の三和銀行の流れを持つUFJ信託銀行（前身は東洋信託銀行）の合併により誕生した。三菱グループに属する企業で構成される三菱金曜会や三菱広報委員会に加盟する一方、旧東洋信託銀行→旧UFJ信託銀行からの流れで三和グループに属する企業で構成される三水会とその後身社長会である水曜会およびみどり会にも加盟している。
旧・三菱信託銀行の看板部門であった市場国際業務、資金為替業務、証券投資業務や、旧・東洋信託銀行（UFJ信託銀行の前身の一つ）の独擅場であった証券代行業務では、圧倒的なプレゼンスを有する。それゆえ資産運用面では他社提携商品は少なく、自社のみ運用するヘッジファンド商品が他信託に比べて多い。旧・三菱信託からの流れで、融資先の業種が2004年にMTFG傘下入りをしたアコムに代表されるノンバンクと不動産会社に傾斜してしまっていることが、ビジネス業績管理上の課題とされる。
合併当初は同グループMUFG子会社である三菱UFJ銀行とともに業界首位の規模にあったが、2011年の住友信託銀行と中央三井信託銀行の経営統合により三井住友信託銀行（三井住友トラスト・ホールディングス）が誕生したことで、2010年5月時点の情勢では規模的には2位になった。不動産や債権の証券化、年金信託、年金SRI（社会的責任投資）ファンドなどにも強い。なお、企業年金の一形態である確定拠出年金（日本版401k）では運営管理機関の登録を行っておらず、運営管理機関は三菱UFJ銀行などと共同で設立した専門業者である日本確定拠出年金コンサルティング（DCJ）が行い、当行は資産管理機関としてカストディ業務を担当している。また、自社あるいは日本都市ファンド投資法人等の投資ファンド所有の商業施設の大規模小売店舗立地法における名義上の設置者（所有者）になっている物件もある。2017年9月、しんきん信託銀行が業務の一部を親会社の信金中央金庫に譲り渡した後、三菱UFJ信託銀が約1兆3千億円の投信の資産管理を引き継ぎ、吸収合併した。

## 支店など

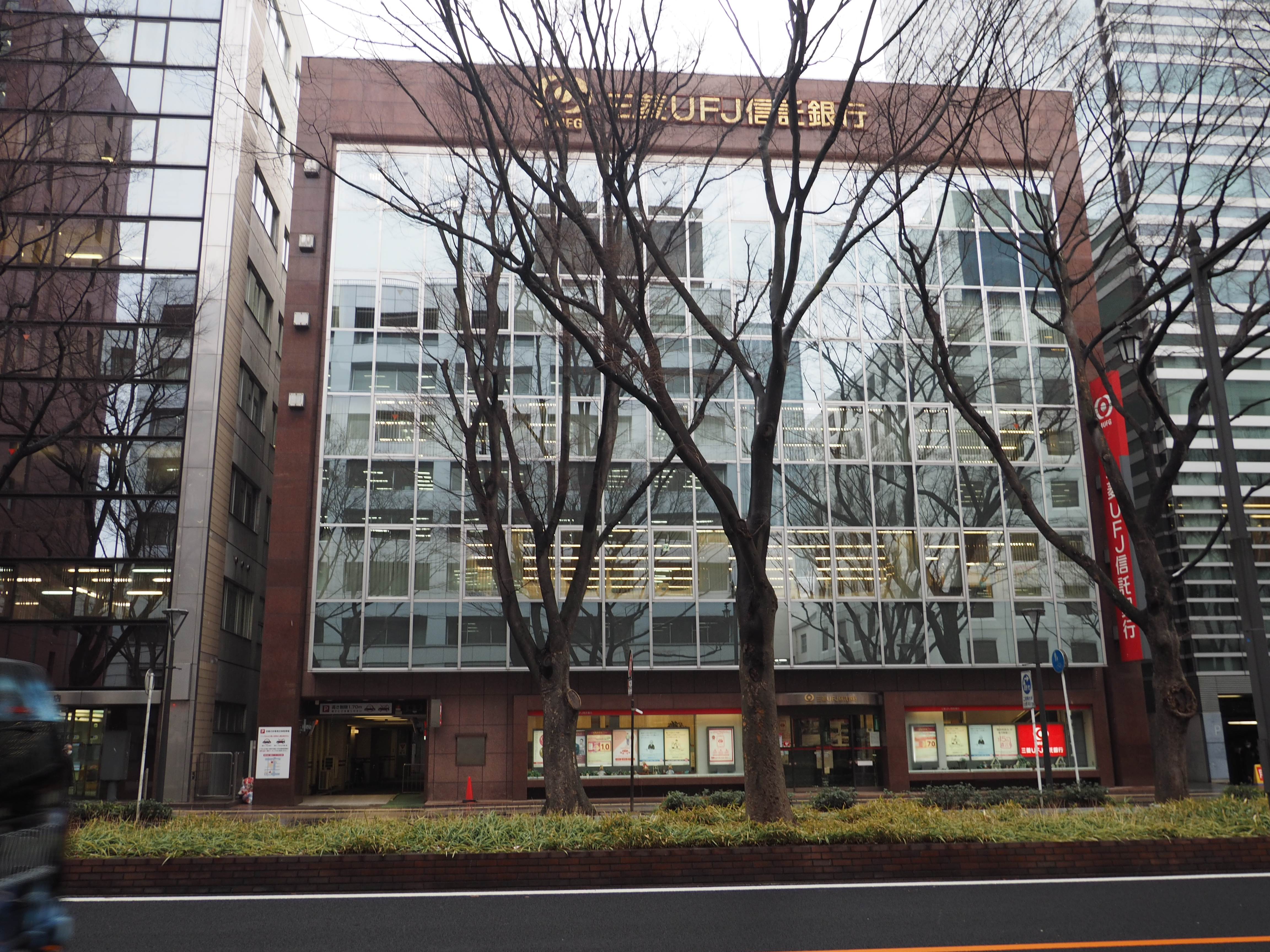
仙台支店（2022年）

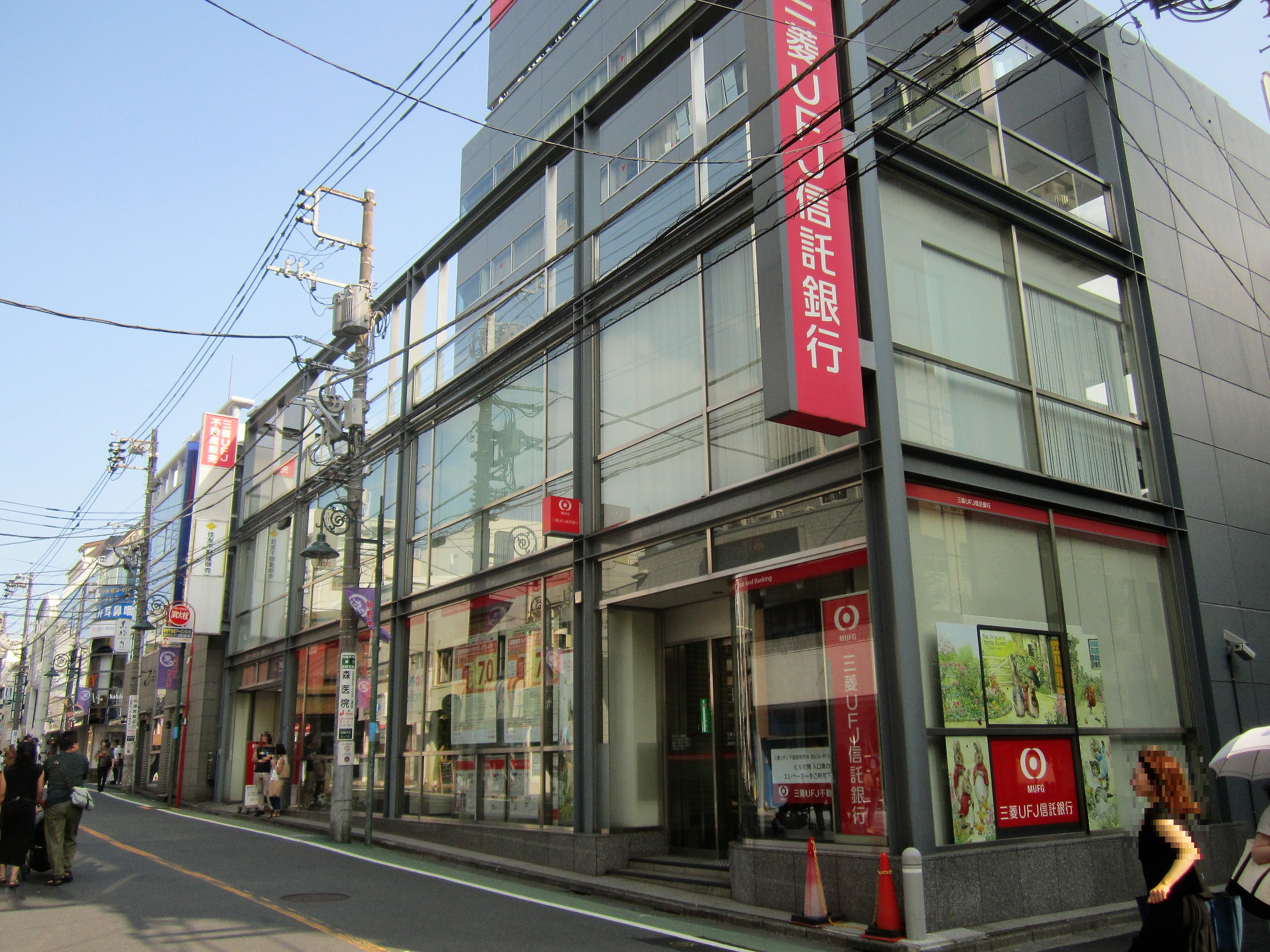
自由が丘支店（東京都目黒区、2019年）

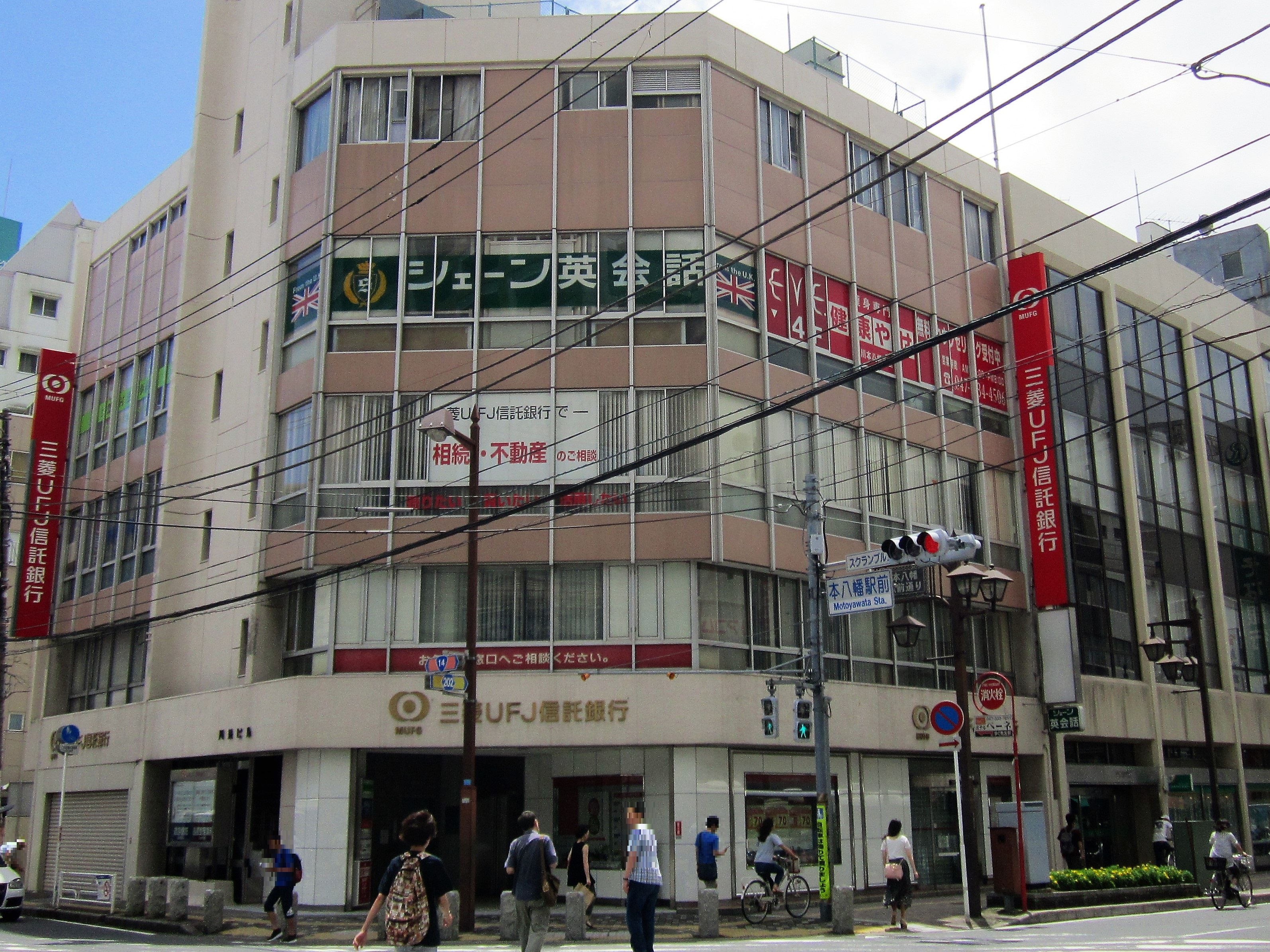
市川八幡支店（市川市、2019年）

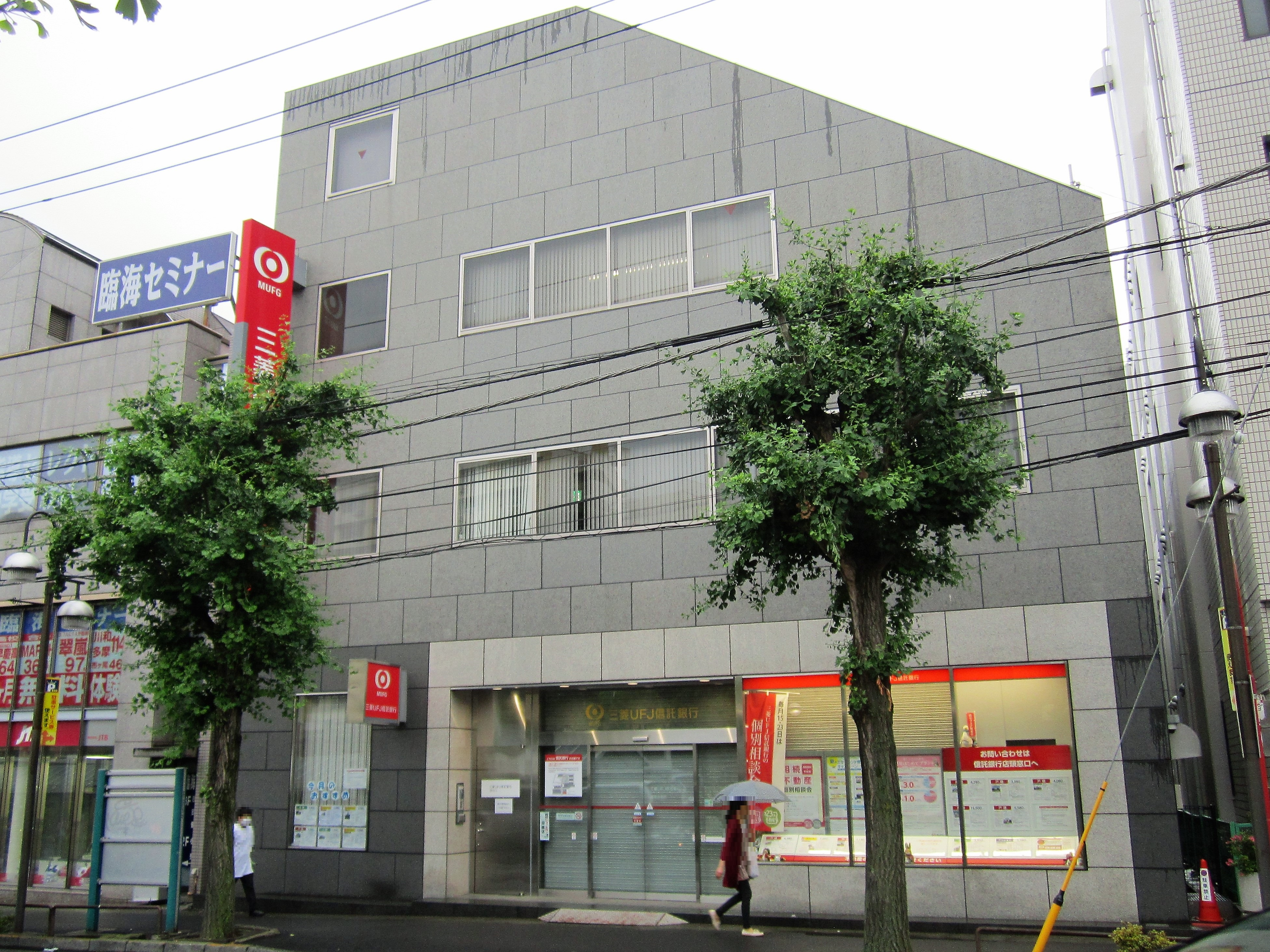
青葉台支店（横浜市、2019年）

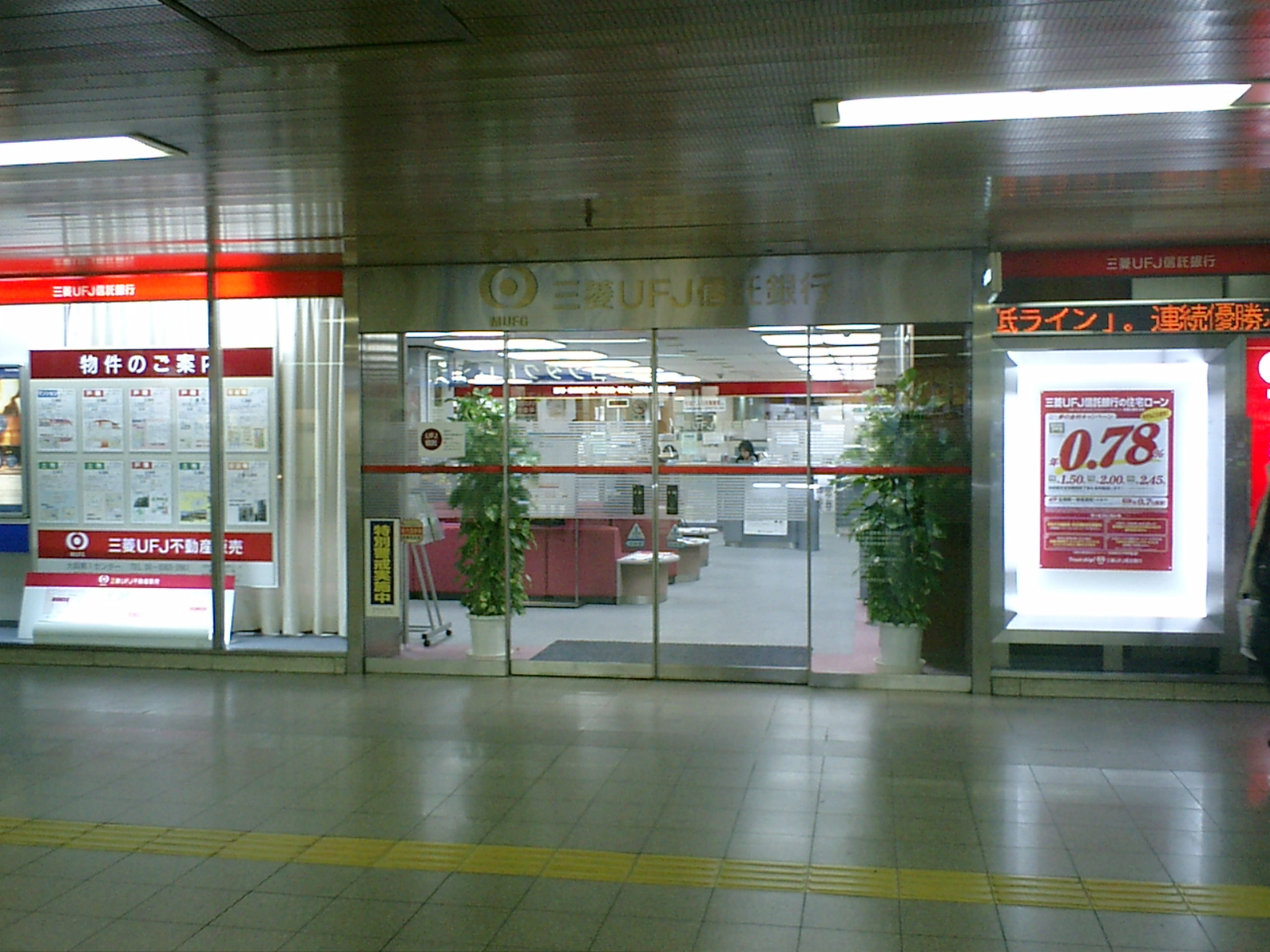
阪急梅田支店（大阪市、2006年）

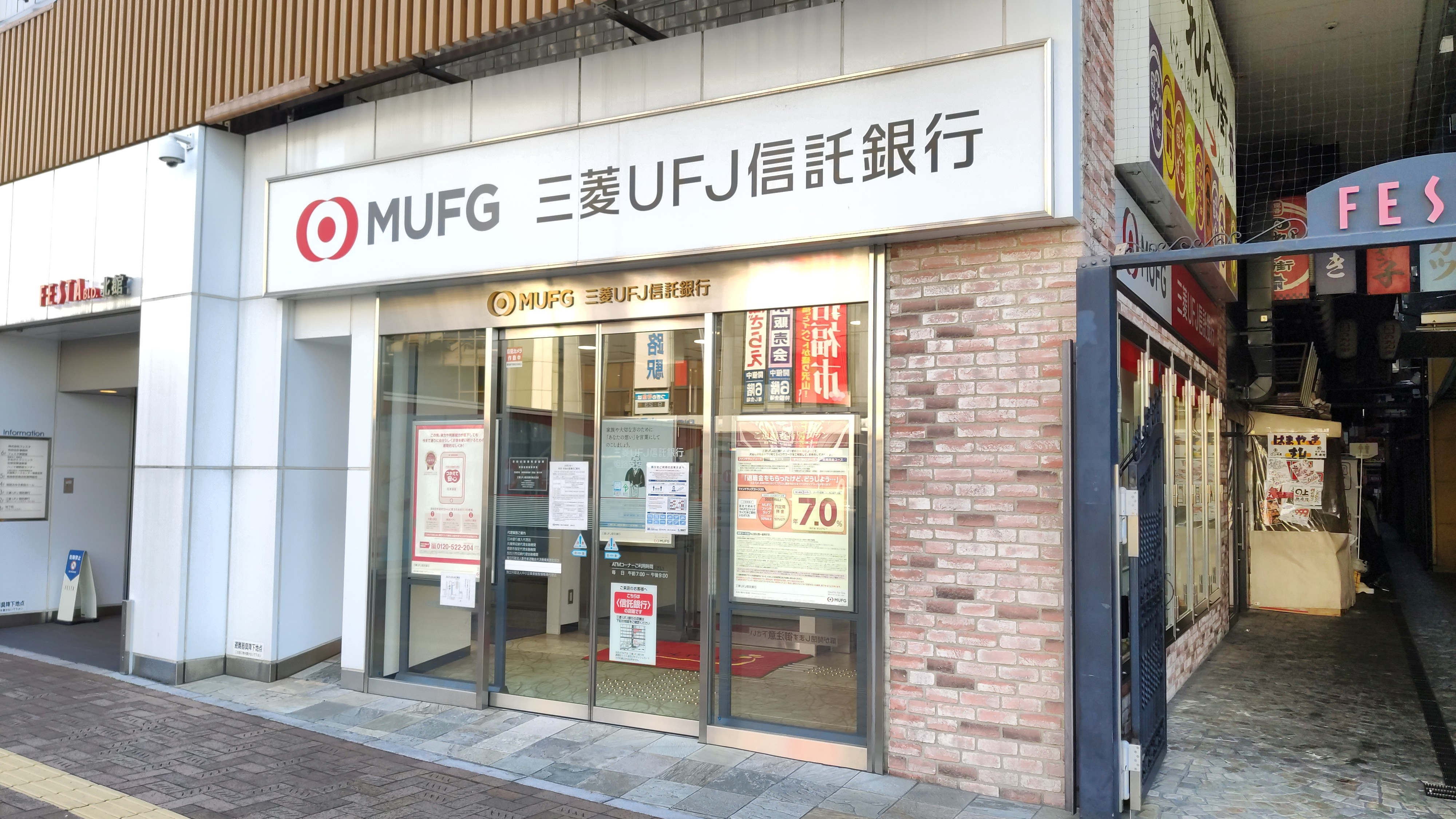
姫路支店（2021年）

2007年末、法人向け与信業務を国内4拠点（東京・名古屋・大阪・九州）に集約し、拠点外の顧客の業務を三菱東京UFJ銀行に移管した。
2021年6月時点で日本国内に本支店あわせて50、出張所3、国外に支店4、駐在員事務所1の拠点があった。支店のうち18は東京都に集中し、北海道、東北、中国、四国は地方ごとに1支店である。

## 勘定系システム・システム統合

### 勘定系システム
旧三菱信託店は日本IBM、旧UFJ信託店は日立製作所のシステムを採用していたが、システム統合（2008年5月7日）後は旧三菱信託のシステムに片寄せされた。また、証券代行業務のシステムは元々取扱会社数が多い旧UFJ信託のシステムに統合された。

### システム統合の時期
システム統合は旧UFJ信託店を対象とし、2回に分けて行われた。
第1回の対象店舗（2008年1月4日（金））
- 西池袋支店（旧三菱信託店の池袋支店と同居）
- トラストプラザ大泉（西池袋支店大泉出張所）
- 大宮支店
- 平塚支店

第2回の対象店舗は、残り全ての旧UFJ信託店であり、2008年（平成20年）5月7日（水）に行われた。

### インターネットバンキング
2008年11月25日より、三菱UFJ信託ダイレクトの名称で、インターネットバンキングサービスを開始した。
サービス開始時は、WindowsのInternet Explorer（IE）以外のブラウザに対応しておらず、IE以外のブラウザ及びMac利用者はインターネットバンキングを利用できなかった。
2011年7月11日からIEに加え、MacのSafariに対応した。ただし、その他のOS、ブラウザ（スマートフォンなど）は動作確認済みの利用環境とされていない。

### 次期勘定系システム
2024年7月、今後段階的に勘定系システムを疎結合化・オープン化し、メインフレームとオープン系のハイブリッドへ移行する方針を明らかにした。移行作業は長期間に渡る予定であり、同行ではパートナーにアクセンチュアを指名している。

## 沿革
- 1927年（昭和2年）
  - 3月10日 - 三菱財閥（岩崎小弥太時代）の信託部門として三菱信託株式会社設立。
  - 6月2日 - 東京川崎財閥の信託部門として川崎信託株式会社設立。
- 1947年（昭和22年）8月 - 川崎信託株式会社が日本信託株式会社に商号変更。
- 1948年（昭和23年）
  - 7月 - 日本信託が日本信託銀行株式会社に商号変更。
  - 8月2日 - 三菱信託が朝日信託銀行株式会社に商号変更。
- 1952年（昭和27年）6月1日 - 朝日信託銀行が三菱信託銀行株式会社に商号変更。
- 1959年（昭和34年）11月2日 - 三和銀行・神戸銀行・野村證券の3社を母体として、東洋信託銀行株式会社設立。
- 1974年（昭和49年）4月15日 - 三菱信託銀行初の海外拠点として、ニューヨーク支店を開設[17]。
- 1993年（平成5年）8月 - 東京銀行の信託銀行子会社として、東京信託銀行株式会社設立。
- 1994年（平成6年）
  - 10月 - 日本信託銀行が自主再建断念、親密都銀の三菱銀行による経営再建の公表。
  - 12月 - 日本信託銀行の第三者割当増資を三菱銀行が引き受け、同行の子会社となる。独占禁止法の例外適用。
- 1995年（平成7年）
  - 8月 - 東海銀行の信託子会社として、東海信託銀行株式会社設立。
  - 11月30日 - 三和銀行の信託子会社として、三和信託銀行株式会社設立。
- 1999年（平成11年）10月 - 東洋信託銀行株式会社が三和信託銀行株式会社を合併。
- 2001年（平成13年）
  - 4月2日 - 三菱信託銀行・日本信託銀行・東京三菱銀行の三行が、株式移転により株式会社三菱東京フィナンシャル・グループを設立。三行はその完全子会社となる。
  - 4月2日 - 東洋信託銀行・三和銀行・東海銀行の三行が、株式移転により株式会社UFJホールディングスを設立。三行はその完全子会社となる。
  - 7月1日 - 東洋信託銀行が、東海信託銀行を合併。
  - 10月1日 - 三菱信託銀行が、日本信託銀行および東京信託銀行を合併。
- 2002年（平成14年）1月15日 - 東洋信託銀行がUFJ信託銀行株式会社に商号変更。
- 2004年（平成16年）8月12日 - UFJホールディングスと三菱東京フィナンシャル・グループの統合基本合意。
- 2005年（平成17年）10月1日 - 三菱信託銀行がUFJ信託銀行を合併し、三菱UFJ信託銀行株式会社に商号変更。
- 2017年（平成29年）9月 - しんきん信託銀行を合併。
- 2018年（平成30年）
  - 3月30日 - 住宅ローンの新規申し込み受付終了[18]。
  - 4月 - 法人融資業務を三菱東京UFJ銀行に移管。三菱UFJ国際投信（現・三菱UFJアセットマネジメント）を完全子会社化[19][20]。
  - 8月1日 - MUFG資産形成研究所を設立[21]。
- 2024年 - 子会社であった三菱UFJアセットマネジメントは三菱 UFJ フィナンシャル・グループの完全子会社に変更[22]。

## 関連会社
2015年3月31日時点で、連結子会社54社および持分法適用関連会社12社が存在する。
- 三菱UFJトラスト投資工学研究所（旧・エムティービー インベストメント テクノロジー研究所：MTEC）金融工学、数理ファイナンス分野、モデル・システム開発を行う。
- 日本マスタートラスト信託銀行
- 三菱UFJ不動産販売
- 三菱UFJトラストシステム
- 菱信ディーシーカード
- HRガバナンス・リーダーズ

など。

## その他
- 1972年1月20日 - 三菱信託銀行本店に銀行強盗。犯人が人質を取って6時間半の間、店内に籠城したのちに逮捕[24]。

## 不祥事
- 2023年7月3日 - 三菱UFJ信託銀行の元行員が顧客の口座から現金500万円を不正に払い戻したとして、詐欺の疑いで警視庁に逮捕された[25]。同行の内部調査によると、元行員は2007年から13年にわたって合わせて5300万円余りの着服をしていた事が明らかとなっている。
- 2024年3月5日、三菱UFJ信託銀行の行員ら4人が融資金を銀行からだまし取ったとして、詐欺罪で逮捕された[26]。

## テレビ番組
- 日経スペシャル ガイアの夜明け ドキュメント 遺言～1000兆円の大相続時代～（2004年5月25日、テレビ東京）[27] - 昨年末で約9000件の遺言を扱い信託銀行で首位を走る三菱信託銀行の遺言チームを取材（2004年時点）。